# Rejon poczepski
Rejon poczepski (ros. Почепский район) – rejon w Rosji, w obwodzie briańskim, ze stolicą w Poczepiu.

## Historia
Ziemie obecnego rejonu poczepskiego w latach 1508–1514 i 1611–1654 znajdowały się na pogranicznych terenach województwa smoleńskiego, w Rzeczypospolitej Obojga Narodów. Od 1654 w granicach Rosji, w guberni czernichowskiej, w ujezdzie mglińskim.
Rejon poczepski powstał w 1929.